# 邱剛健
邱剛健（1940年5月19日—2013年11月27日），編劇筆名邱戴安平、戴安平、耶律楚材、秋水長安，著名電影編劇和導演。

## 生平
生於鼓浪嶼。1949年移居台灣。1960年代起開始編劇，1965年與莊靈、黃華成、陳映真、劉大任等人創辦《劇場》季刊，並於1966年發表實驗電影《疏離》。1983年第2屆香港電影金像獎以《投奔怒海》獲最佳編劇。1987年第6屆香港電影金像獎，以《地下情》再獲最佳編劇。1989年第8屆香港電影金像獎，以《胭脂扣》第3次獲最佳編劇。1989年第26屆金馬獎以《三個女人的故事》（又名《人在紐約》）獲最佳原著劇本。2013年11月27日在北京病逝。

## 家庭及出版
邱剛健妻子為趙向陽女士。趙女士已於2021年1月7日在北京因病辭世，享年61歲。
邱剛健去世後，研究者出版選集，包括羅卡、喬奕思、劉嶔合編，《美與狂：邱剛健的戲劇・詩・電影》(香港三聯書店，2014)；喬奕思、劉嶔合編，《異色經典：邱剛健電影劇本選集》(香港三聯書店，2018)；劉嶔編，《雄艷者的色想與美典──邱剛健編導電影劇本集》(香港電影評論學會，2021)。